# Sonorasaurus thompsoni
Sonorasaurus thompsoni es la única especie conocida del género extinto  Sonorasaurus  (gr. “lagarto de Sonora”) de dinosaurio saurópodo braquiosáurido, que vivió a mediados del período Cretácico, hace aproximadamente entre 111 a 92 millones de años, en el Albiense tardío a Cenomaniense, en lo que hoy es Norteamérica. Los fósiles se encontraron en el sudoeste del estado de Arizona, Estados Unidos, siendo descubiertos por el estudiante de geología Richard Thompson, en 1995, en el Desierto de Chihuahua una región del Desierto de Sonora en la Formación Turney Ranch, siendo el primer braquiosaúrido encontrado a mediados del Cretácico en América del Norte. Ratkevich realizó su descripción oficial en 1998, llamándolo S. thompsoni, pero anteriormente se había referido a estos mismos restos como “Chihuahuasaurus”.

## Descripción
Era un saurópodo herbívoro cuyos fósiles se han encontrado en el sur de Arizona en Estados Unidos. El holotipo de Sonorasaurus , ASDM 500, es un esqueleto incompleto que consta de varios elementos poscraneales, muchos de los cuales son fragmentarios. Una costilla dorsal completa del mismo horizonte, ASDM 807, también puede referirse a S. thompsoni. Se estima que Sonorasaurus medía unos 15 metros y 8 metros de altura, aproximadamente un tercio del tamaño de Brachiosaurus.

## Descubrimiento e investigación
Los restos fosilizados fueron descubiertos en noviembre de 1994 por el estudiante de geología Richard Thompson en la Formación Turney Ranch, ubicada en la región del Desierto de Chihuahua del Desierto de Sonora en el sur de Arizona. Thompson había investigado una región previamente casi inexplorada, donde los fósiles resultaron ser abundantes y directamente accesibles en la superficie. Un esqueleto de saurópodo relativamente completo se estaba desgastando en una pared de roca. Informó al paleontólogo Ronald Paul Ratkevich del Museo del Desierto de Arizona-Sonora , Tucson, del hallazgo. Ratkevich reunió a un equipo de voluntarios y comenzó a asegurar los huesos en la primavera de 1995, las excavaciones solo terminarían en 1999. Asumió que los fósiles representaban un saurópodo, pero no era un experto en ese taxón. El curador de geología del museo, David W. Thayer, pensó que podría tratarse de un terizinosaurio, confundiendo un hueso en forma de cheurón de la cola con la larga garra de la mano típica de ese grupo. En 1995, Ratkevich y Tayer informaron por primera vez del hallazgo, ya usando el nombre de "Sonorasaurus" pero de manera informal, por lo que quedó como un nomen nudum.
Ambos hombres ahora le pidieron al experto en dinosaurios Edwin Harris Colbert que identificara al animal. Colbert, habiendo visto solo imágenes, sugirió que podría ser un miembro de Hadrosauridae. Ratkevich y Thayer luego visitaron las exhibiciones en el Museo Americano de Historia Natural y concluyeron que su hallazgo era bastante diferente a los esqueletos de hadrosáuridos que se muestran allí, por lo que debe representar una especie nueva para la ciencia. Ratkevich consideró llamarlo "Chihuahuasaurus", pero finalmente rehuyó el contraste cómico entre el gigantesco saurópodo y la diminuta raza de perro. En 1996, un artículo posterior intentó encajar los huesos encontrados, en un diagrama del hadrosáurido Kritosaurus. Este intento fracasó en gran medida, ya que un ilion se confundió con un omóplato. Nuevamente, se usó el nombre "Sonorasaurus", pero aun así no fue válido.
Sonorasaurus finalmente fue descrito formalmente en 1998 por Ratkevich, quien lo identificó como un saurópodo braquiosáurido. La datación del espécimen encontró que era el braquiosáurido más antiguo conocido que vivió en el Período Cretácico 'medio' de América del Norte. El 10 de abril de 2018, Sonorasaurus fue declarado el dinosaurio del estado de Arizona.

## Clasificación
Ratkevich inicialmente identificó a Sonorasaurus como un braquiosáurido. Sin embargo, los estudios filogenéticos en los años siguientes no lograron encontrar un consenso, y algunos encontraron que se encontraba dentro de Brachiosauridae y otros fuera de él. En ningún análisis se apoyó firmemente la posición filogenética recuperada de Sonorasaurus hasta que D'Emic et al. en 2016, encontrarón que Sonorasaurus encajaba con confianza dentro de Brachiosauridae. Sin embargo, los autores señalaron que aún se requerían datos adicionales para establecer firmemente sus afinidades de nivel inferior.